# Melanolophia detectaria
Melanolophia detectaria är en fjärilsart som beskrevs av Achille Guenée 1858. Melanolophia detectaria ingår i släktet Melanolophia och familjen mätare. Inga underarter finns listade i Catalogue of Life.